# Streptospinigera
Streptospinigera är ett släkte av ringmaskar. Streptospinigera ingår i familjen Syllidae.
Kladogram enligt Catalogue of Life:
| Streptospinigera | \| \| Streptospinigera alternocirrus \| \| \| \| \| \| Streptospinigera heteroseta \| \| \| \| |
|                  | \| \| Streptospinigera alternocirrus \| \| \| \| \| \| Streptospinigera heteroseta \| \| \| \| |
|                  | Streptospinigera alternocirrus                                                                 |
|                  |                                                                                                |
|                  | Streptospinigera heteroseta                                                                    |
|                  |                                                                                                |